# Melanoplus siskiyou
Melanoplus siskiyou är en insektsart som beskrevs av Strohecker 1963. Melanoplus siskiyou ingår i släktet Melanoplus och familjen gräshoppor. Inga underarter finns listade i Catalogue of Life.